# Carl Johan Grimmark
Carl Johan Grimmark (Gotemburgo, Suecia 14 de octubre de 1977) es un guitarrista, compositor y cantante sueco de metal neoclásico. Es especialmente conocido en la escena del metal cristiano.

## Vida
Grimmark es cofundador de la banda Narnia a mediados de los 90, en la que fue guitarrista, tecladista y compositor desde 1993 hasta 2010. Además, fue miembro de Saviour Machine y Rob Rock. Desde 2006 toca en Beautiful Sin y desde 2008 en Full Force, una banda compuesta por miembros de Hammerfall y Cloudscape.
En 2008 lanzó su primer álbum, Grimmark. Grimmark en un concierto con Narnia en Jönköping en 2009. Desde 2014, Grimmark está nuevamente activo con su banda Narnia y ha grabado con ellos su séptimo álbum de estudio.
En 2023 produjo el disco Ghost Town, mezclado por Viktor Stenquist y Thomas Piec Johansson.